# Castro de Ovil
O Castro de Ovil localiza-se no lugar do Monte, na freguesia de Paramos, Município de Espinho, Distrito de Aveiro, em Portugal.

## História
Este castro pré-romano é datado do século II a.C., erguido em posição dominante sobre uma pequena colina orientada a Sul, a 5 quilómetros da atual Cortegaça. Foi abandonado durante o processo de romanização da região, iniciado no início século I.
O sítio arqueológico foi identificado em 1981, embora se encontre referido diversos documentos dos séculos X, XI, XII e XIII. A atual toponímia "Ovil" provém da denominação medieval da barrinha de Esmoriz: "Lagona de Auille", "Ubile" e "Obil".
Está classificado como Imóvel de Interesse Municipal desde 1990.
Ao lado do castro encontram-se as ruínas da antiga Fábrica do Castelo, destinada à produção de papel, construída em 1836 e desativada em 1975.
A Câmara Municipal de Espinho planeava construir um centro interpretativo e acessos para desenvolver o turismo da zona. Nesse centro seriam mantidos em exposição os artefatos recolhidos pela pesquisa arqueológica, desde cerâmicas a joias, e pedras polidas.

## Características
Trata-se de um povoado fortificado que apresenta várias estruturas habitacionais de planta circular.